# Vilarinho das Azenhas
Vilarinho das Azenhas é uma povoação portuguesa do Município de Vila Flor que foi sede da extinta Freguesia de Vilarinho das Azenhas, freguesia que tinha 14,21 km² de área e 109 habitantes (2011), e, por isso, uma densidade populacional de 7,7 hab/km².
A Freguesia de Vilarinho das Azenhas foi extinta em 2013, no âmbito de uma reforma administrativa nacional, tendo sido agregada à Freguesia de Vilas Boas para formar uma nova freguesia denominada União das Freguesias de Vilas Boas e Vilarinho das Azenhas com sede em Vilas Boas.

## População
| População da freguesia de Vilarinho das Azenhas | População da freguesia de Vilarinho das Azenhas | População da freguesia de Vilarinho das Azenhas | População da freguesia de Vilarinho das Azenhas | População da freguesia de Vilarinho das Azenhas | População da freguesia de Vilarinho das Azenhas | População da freguesia de Vilarinho das Azenhas | População da freguesia de Vilarinho das Azenhas | População da freguesia de Vilarinho das Azenhas | População da freguesia de Vilarinho das Azenhas | População da freguesia de Vilarinho das Azenhas | População da freguesia de Vilarinho das Azenhas | População da freguesia de Vilarinho das Azenhas | População da freguesia de Vilarinho das Azenhas | População da freguesia de Vilarinho das Azenhas |
| ----------------------------------------------- | ----------------------------------------------- | ----------------------------------------------- | ----------------------------------------------- | ----------------------------------------------- | ----------------------------------------------- | ----------------------------------------------- | ----------------------------------------------- | ----------------------------------------------- | ----------------------------------------------- | ----------------------------------------------- | ----------------------------------------------- | ----------------------------------------------- | ----------------------------------------------- | ----------------------------------------------- |
| 1864                                            | 1878                                            | 1890                                            | 1900                                            | 1911                                            | 1920                                            | 1930                                            | 1940                                            | 1950                                            | 1960                                            | 1970                                            | 1981                                            | 1991                                            | 2001                                            | 2011                                            |
| 189                                             | 243                                             | 216                                             | 243                                             | 232                                             | 214                                             | 266                                             | 297                                             | 374                                             | 306                                             | 202                                             | 230                                             | 197                                             | 140                                             | 109                                             |

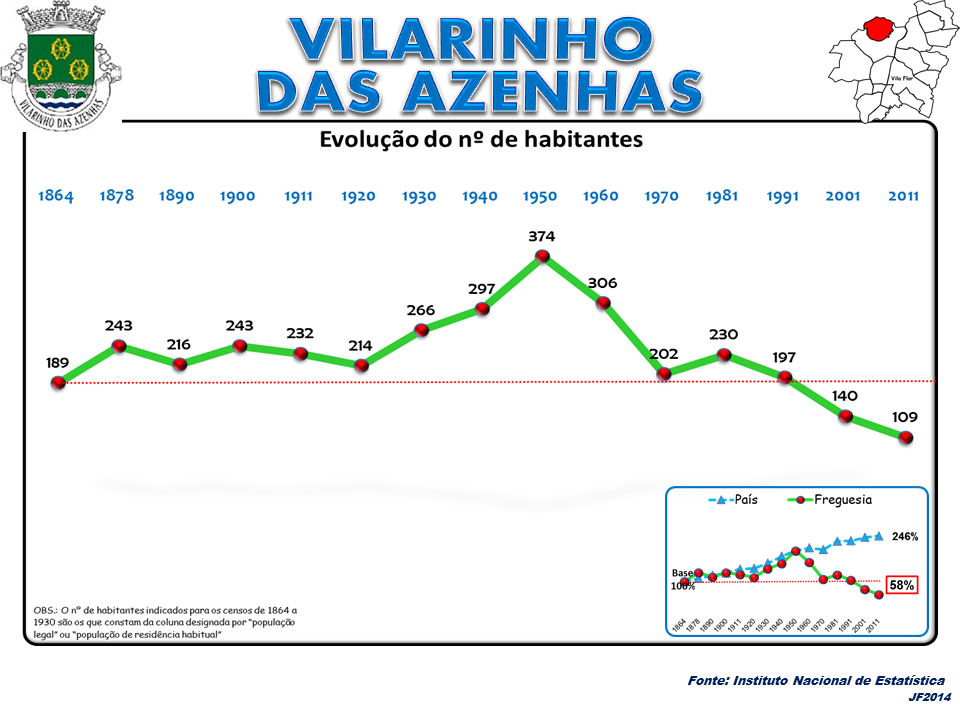
Evolução da População 1864 / 2011
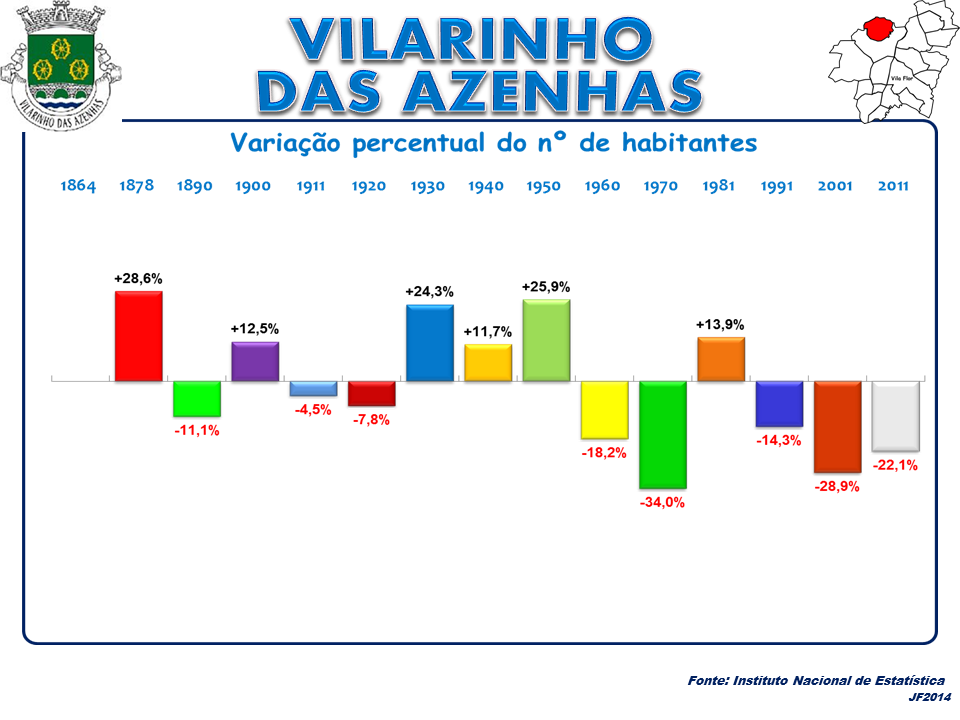
Variação da População 1864 / 2011
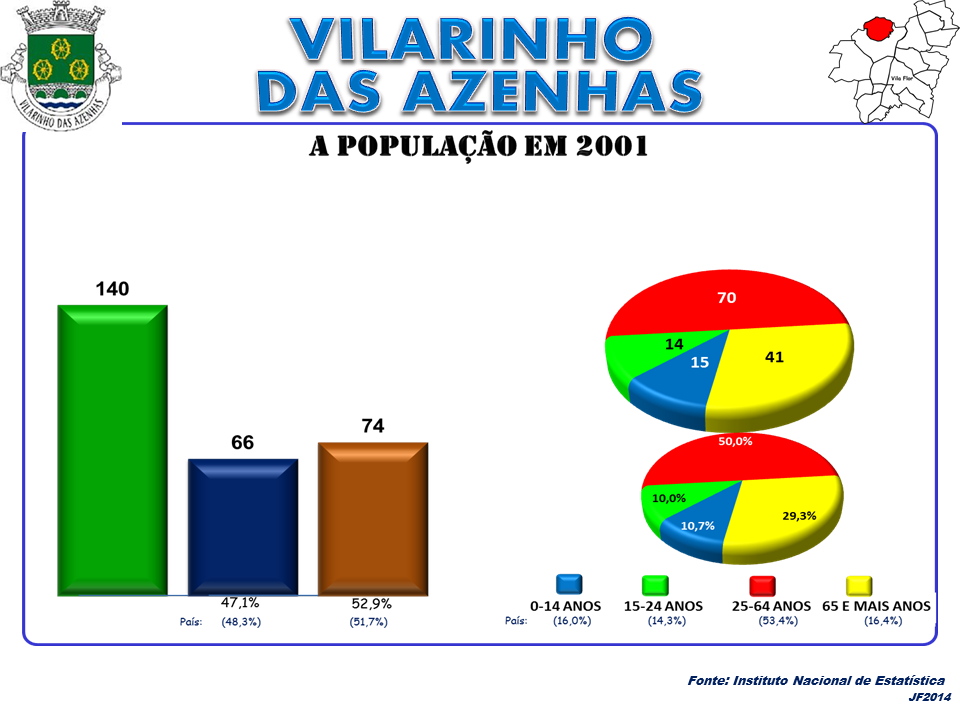
A População em 2001
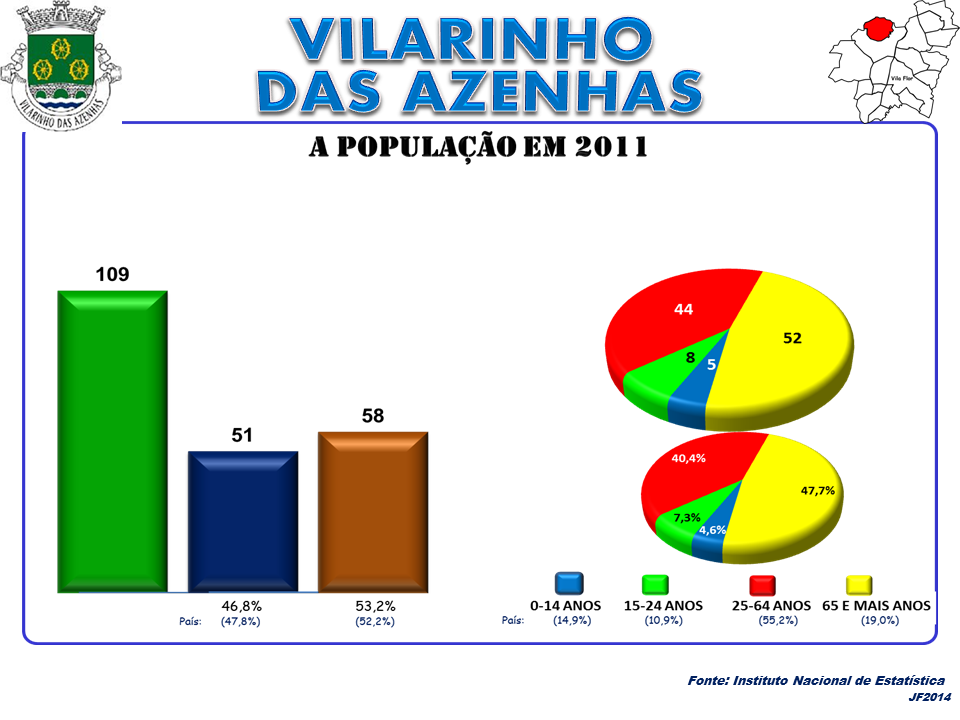
A População em 2011